# Gunnar W. Andersson

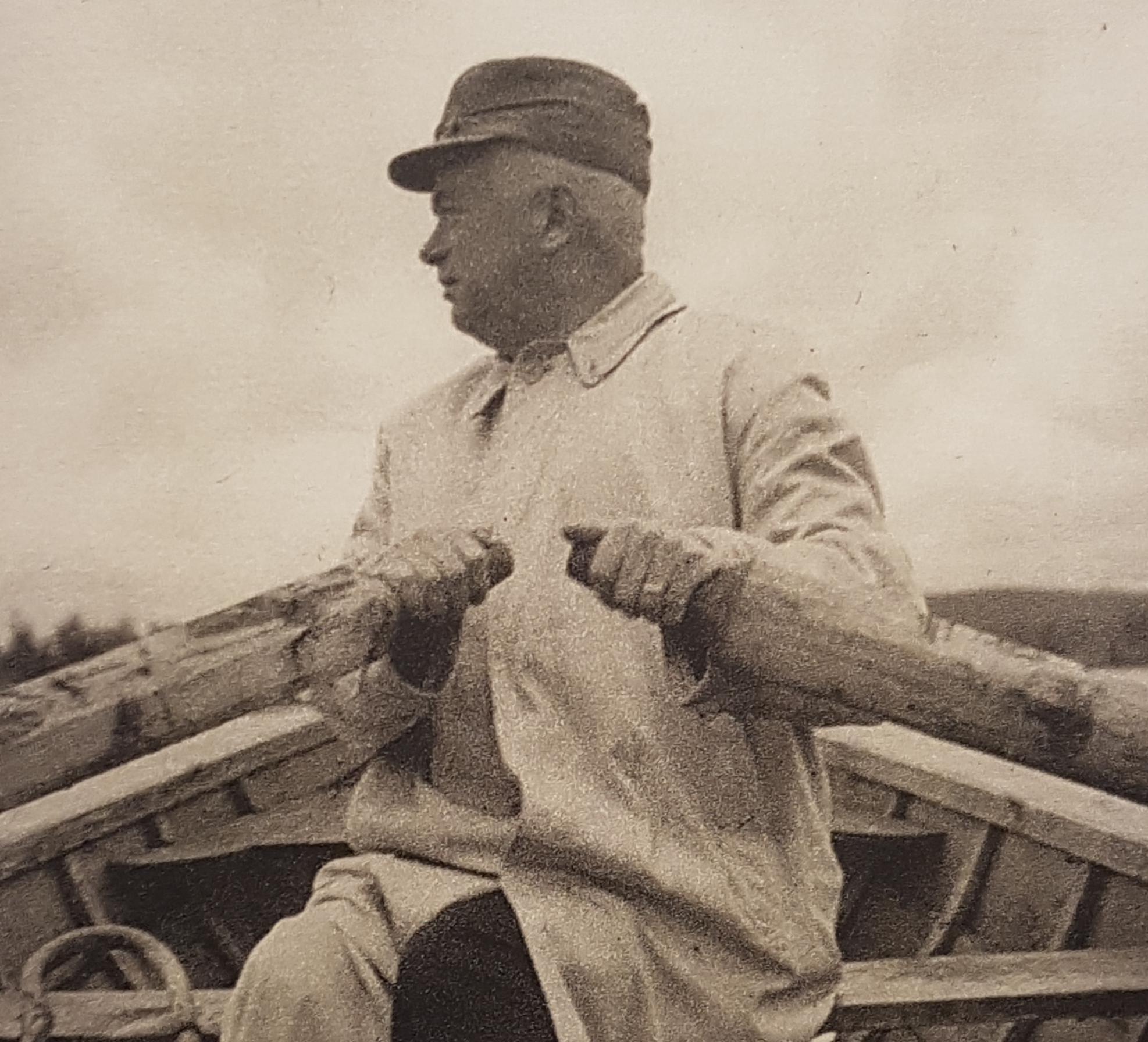

Gunnar Wilhelm Andersson, född 2 februari 1889 i Trollhättan, död 28 maj 1960 i Finnerödja, var en svensk industriman. Han var gift med den ungerska violinisten Milus Szarköszi-Konka.
Gunnar W. Andersson var son till köpmannen Wilhelm Andersson. Han avlade studentexamen i Skara 1907 och utbildade sig på Göteborgs Handelsinstitut. Han arbetade därefter i Norrköping och som korrespondent på Varbergs Yllefabrik, där han senare blev chef. Åren 1911-14 var han anställd av Abraham und Gebrüder Frowein som dess representant i Skandinavien och Ryssland, och efter 1914 bedrev han egen firma i Stockholm med affärer framför allt på Ryssland.
Han företrädde ett antal svenska affärer i diskussioner med en sovjetrysk handelsdelegationen på genomresa i Stockholm på väg till Köpenhamn våren 1920, och fick därmed genom dess chef, folkkommissarien för utrikeshandeln Leonid Krasin, kännedom om det sovjetiska intresset av att genomföra stora importaffärer av lokomotiv. Eftersom de svenska företagen tvekade inför de ryska kraven på stora och snabba leveranser, beslöt sig Gunnar Andersson för att köpa en tillverkare, vilken blev Nydqvist & Holm i Trollhättan.
Med hjälp bland annat av ett ryskt förskott på ett kontrakt på 1 000 godstågslok, köpte han aktiemajoriteten i företaget i juni 1920 av den då sjuklige Herman Nydqvist. Slutligt avtal med sovjetiska Centrosojus undertecknades i oktober 1920 om leveransen av de 1 000 loken 1920-22 mot kontant betalning i guld. Den mycket stora leveransen minskades 1922 till 500 lok och genomfördes till 1924 efter stora ansträngningar, bland annat inköp av industriell kapacitet från flera andra svenska företag stål- och mekaniska verkstadsföretag. Slutet på affären blev inte så lysande som det sett ut 1920, och Nohab fick rekonstrueras 1925.
Gunnar W. Andersson köpte 1918 herrgården Skagersholm i Tiveden. Han donerade 1936 Skagersholm som semesterhem till Kooperativa Förbundets personal. KF sålde herrgården på 1990-talet, men konst och mattor hamnade då på Vår Gård i Saltsjöbaden.